# Willi Boskovsky
Pour les articles homonymes, voir Boskovsky.
Willi Boskovsky est un violoniste et chef d'orchestre autrichien, né à Vienne le 16 juin 1909 et mort à Viège (Suisse) le 21 avril 1991.

## Biographie
Le jeune Willi entre à l'âge de neuf ans à l'Académie de musique de Vienne où il enseignera à partir de 1935. Il est lauréat du prix Fritz Kreisler à 17 ans.
Premier violon de l'orchestre philharmonique de Vienne de 1936 à 1979, Willi Boskovsky dirige dans le même temps, et jusqu'à sa mort, l'orchestre Johann Strauss de Vienne, dont le précurseur était l'orchestre Strauss du XIXe siècle, fondé par Johann Strauss I en 1835.
Il fut aussi le chef d'orchestre du Concert du nouvel an à Vienne de 1955 à 1979 à la suite de Clemens Krauss. Son style évoque celui popularisé par Johann Strauss I et son rival Joseph Lanner qui dirigeaient valses, polkas et autres musiques de danse, le violon en main, au début du XIXe siècle. Cette tradition s'était poursuivie avec Johann Strauss II et Josef Strauss après la mort de leur père,,.

### Source
- (en) Cet article est partiellement ou en totalité issu de l’article de Wikipédia en anglais intitulé « Willi Boskovsky » (voir la liste des auteurs)[4].